# Carl Westphal (Mediziner)

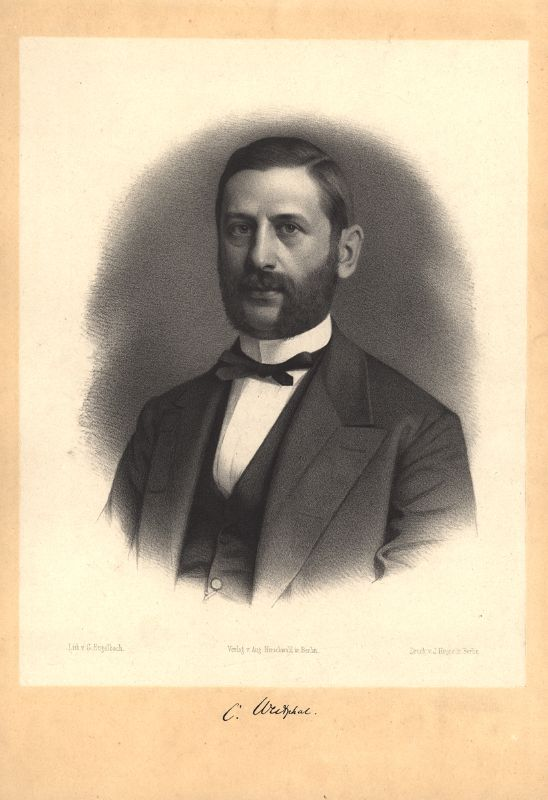
Carl Westphal

Carl Friedrich Otto Westphal (* 23. März 1833 in Berlin; † 27. Januar 1890 in Kreuzlingen bei Konstanz) war ein deutscher Psychiater und Neurologe.

## Leben
Carl Westphal war der Sohn des Geheimen Sanitätsrats Otto Westphal und dessen Frau Caroline, geborene Heine. Er ging auf das Friedrich-Wilhelms-Gymnasium in Berlin und studierte anschließend Medizin in Berlin, Heidelberg und Zürich. Promoviert wurde er 1855 in Berlin. Danach unternahm er eine Studienreise nach Wien und Paris.
Im Jahr 1858 wurde Westphal Assistenzarzt an der Berliner Charité, unter anderem in der Abteilung für Pockenkranke und ab 1858 der Abteilung für Geisteskranke bei Carl Wilhelm Ideler und später Wilhelm Griesinger. 1861 habilitierte er sich und wurde 1862 Privatdozent für Psychiatrie an der Berliner Universität.
Er hatte gute Beziehungen zur Verwaltung der Charité (deren Direktor Wilhelm von Horn war sein Onkel) und wurde 1864 für den neuen dortigen Lehrstuhl für Psychiatrie vorgeschlagen. Dieser ging dann jedoch an Griesinger. In der Folge kam es zu Spannungen mit Griesinger, was sich in den Akten unter anderem darin zeigt, dass Griesinger dem Anliegen Westphals nach einer Beurlaubung für einen halbjährigen Aufenthalt in England zunächst widersprach. Schließlich konnte Westphal sich aber doch durchsetzen. Griesinger war der Ansicht, Westphal solle seinen Posten räumen, um Jüngeren an der Klinik Platz zu machen, da er wirtschaftlich unabhängig und schon lang genug Assistent an der Klinik sei. Griesinger stellte Westphal gute Zeugnisse für Bewerbungen als Klinikdirektor in Halle und Hamburg aus, die sich aber zerschlugen.
Stattdessen erhielt Westphal nach seiner Rückkehr aus England eine neu geschaffene Stelle als stellvertretender leitender Arzt an der inneren Abteilung der Charité, zunächst unter Joseph Meyer und später unter Ludwig Traube. Als Griesinger schwer erkrankte, wurde Westphal stellvertretender Leiter der psychiatrischen Abteilung der Charité. Im Februar 1869 wurde Westphal außerordentlicher Professor und im März Direktor der Klinik für Psychiatrie und Neurologie der Charité. Er setzte die von Griesinger begonnene organisatorische Arbeit zum Aufbau der dortigen Psychiatrie fort und führte 1871 eine zweimal wöchentlich abgehaltene Poliklinik für Nervenkranke ein. 1873 setzte er durch, dass die unentgeltliche Aufnahme armer Patienten in der Psychiatrie zur Beobachtung durch Freistellen staatlich finanziert wurde. Zuvor hatte die Klinik die Patienten bis zur Feststellung der Unheilbarkeit unentgeltlich aufnehmen müssen, was häufig zu Zurückweisungen oder Verzögerungen der Aufnahme durch die Verwaltung geführt hatte.
Zum Ordinarius wurde Westphal im Jahr 1874 ernannt. 1879 schloss er einen Vertrag mit der Stadt ab, nach dem die Klinik zur Durchgangs- und Beobachtungsstation für Geisteskranke, Epileptiker und Deliranten wurde. Das erhöhte die Zahl der Patienten stark und musste entsprechend finanziert werden. Trotzdem litt die Klinik daran, dass insbesondere die Anzahl der „Deliranten“ so stark zunahm, dass die Versorgung der übrigen Patienten gefährdet war. (In der zweiten Hälfte der 1880er-Jahre waren rund 40 Prozent der Neuaufnahmen Deliranten, also Alkoholkranke. Ähnliche Anstiege zeigten sich damals auch in anderen Städten aufgrund der ärmlichen Verhältnisse, in denen Arbeiter in den Mietskasernen leben mussten.) Westphal selbst schlug einen separaten Neubau für diese Patienten vor. 1886 wurde eine Isolierstation eröffnet.
Ab 1887 litt Westphal selbst an einer Nervenkrankheit. In der Klinikleitung und den Vorlesungen wurde er von Robert Thomsen und später von Ernst Siemerling und Hermann Oppenheim vertreten. Im Februar 1889 begab Westphal sich als „völlig gebrochener Mann“ in die Pflege von Otto Binswanger, der die Psychiatrische Universitätsklinik in Jena leitete. Dort verfiel er alsbald in „tiefe geistige Umnachtung“. Im Sommer 1889 folgte die Umsiedlung in das von Binswangers Bruder Robert geleitete Sanatorium Bellevue in Kreuzlingen bei Konstanz.

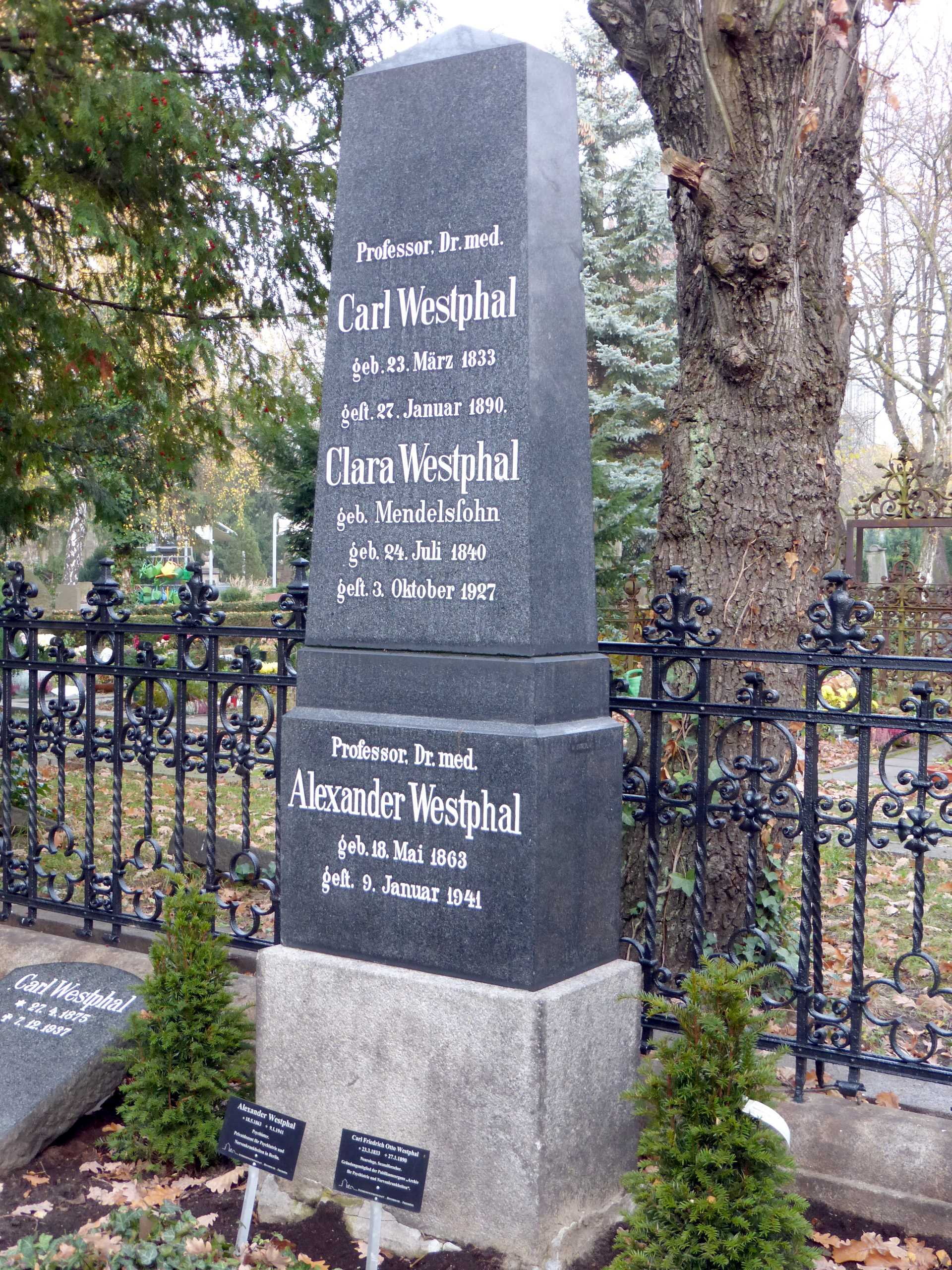
Grab von Carl Westphal in Berlin-Kreuzberg

Westphal war seit dem 7. September 1862 mit Clara Mendelssohn (1840–1927) verheiratet, einer Tochter des Bankiers Alexander Mendelssohn und Enkelin Joseph Mendelssohns. Aus der Ehe gingen der Neurologe und Psychiater Alexander Westphal (1863–1941), Anna Westphal (1864–1943), Gattin von Eduard Sonnenburg, Marie Westphal (1867–1957), Gattin von Franz von Mendelssohn, und der Jurist Ernst Westphal (1871–1949) hervor.
Carl Westphal starb am 27. Januar 1890 im Alter von 66 Jahren, während einer im damaligen Winter herrschenden Grippewelle, im Sanatorium Bellevue in Kreuzlingen an einer Influenza. Die Beisetzung erfolgte in einem Erbbegräbnis auf dem Berliner Friedhof I der Jerusalems- und Neuen Kirchengemeinde vor dem Halleschen Tor. Auch die Witwe Clara und der Sohn Alexander wurden später in der Gittergrabanlage mit als Grabstein dienendem Obelisken beigesetzt.
Mehrere bedeutende Neurologen gehörten zu den Schülern Carl Westphals, darunter Arnold Pick (1851–1924) und Hermann Oppenheim (1858–1919). Carl Wernicke (1848–1905) war sein Assistent.

## Forschung
Westphal beschrieb erstmals die Pseudosklerose (Westphal-Strümpell-Syndrom, eine Spätform des Morbus Wilson), die Agoraphobie und das autonome Kerngebiet des Nervus oculomotorius (heute als Edinger-Westphal-Kern) sowie 1869 die Homosexualität unter dem Namen „konträre Sexualempfindung“. Noch heute von Bedeutung ist sein Beitrag zur Klassifikation von Zwangsstörungen, deren eigenständige Entität er 1877 als Erster erkannte. Richard von Krafft-Ebing, der den Begriff 1867 einführte, und die meisten damaligen Psychiater sahen Zwangsstörungen noch als Ausprägung anderer Geisteskrankheiten. Westphal erkannte, wie Wilhelm Erb und unabhängig von diesem, um 1870 die diagnostische Bedeutung des Patellarreflexes, den beide 1875 bei Ausbleiben als Symptom der Neurolues beschrieben, bei Erkrankungen des Nervensystems.

## Ehrungen
1887 wurde er zum Mitglied der Deutschen Akademie der Naturforscher Leopoldina gewählt.
Im Jahr 1902 errichtete man auf dem Gelände der Charité ein Denkmal mit einer von Bildhauer Martin Wolff modellierten Büste. Diese wurde 1942 entfernt und für die Kriegsrüstung eingeschmolzen.

## Schriften
- Die Konträre Sexualempfindung: Symptom eines neuropathologischen (psychopathischen) Zustandes in: Archiv für Psychiatrie und Nervenkrankheiten, Berlin, 1869–70; 2: 73–108.
- Die Agoraphobie, eine neuropathische Erscheinung in: Archiv für Psychiatrie und Nervenkrankheiten, Berlin, 1871–72; 3: 138–161.
- Künstliche Erzeugung von Epilepsie bei Meerschweinchen. Berl Klin Wchschr 1871; 8: 449 und 460–463
- Affection des Nervensystems nach Pocken und Typhus
- Ueber einige durch mechanische Einwirkung auf Sehnen und Muskeln hervorgebrachte Bewegungs-Erscheinungen (Knie-, Fussphänomen) in: Archiv für Psychiatrie und Nervenkrankheiten, Berlin, 1875,5: 803–834.
- Eigentümliche mit Einschlafen verbundene Anfälle in: Archiv für Psychiatrie und Nervenkrankheiten, Berlin, 1877; 7: 631–635.
- Ueber eine dem Bilde der cerebrospinalen grauen Degeneration ähnliche Erkrankung des centralen Nervensystems ohne anatomischen Befund, nebst einigen Bemerkungen über paradoxe Kontraktionen in: Archiv für Psychiatrie und Nervenkrankheiten, Berlin, 1883; 14: 87–134.
- Psychiatrische Abhandlungen. Berlin, A. Hirschwald, 1892. (Bd. 1 der Gesammelten Abhandlungen hrsg. Alexander Karl Otto Westphal)
- Beiträge zu Albert Eulenburgs Real-Encyclopädie der gesammten Heilkunde. Zweite Auflage.
  - Band 1 (1885) (Digitalisat), S. 220–224: Agopraphobie